# Киселёв, Сергей Владимирович (писатель)
Сергей Владимирович Киселёв (5 февраля 1954, Киев — 11 декабря 2006, Киев) — украинский писатель и журналист. Сын известного писателя Владимира Киселёва, брат рано ушедшего поэта Леонида Киселёва. Первый главный редактор издания «Новое время». Первый главный редактор современной версии газеты «Кіевскій телеграфъ».

## Биография
Работал журналистом в таких изданиях как: «Известия в Украине», «Киевские ведомости» и др. Работал на радиостанциях «Свобода» и «Немецкая волна».
Был первым главным редактором газеты «Новое время». 
В феврале 2000 года, по приглашению руководителя проекта "Кіевскій телеграфъ" Максима Павленко, стал первым главным редактором современной версии одной из старейших киевских газет.
Похоронен на Байковом кладбище.

## Книги
- Мастера жизни: Очерки / Худ. И. Гаврилюк. — К.: Веселка, 1985. — 168 с.
- Там, на Земле: Юмористические рассказы / Худ. В. А. Казаневский. — К.: Радянський письменник, 1989. — 240 с.
- «Леонид Киселёв: только дважды живем» (Леонід Кисельов: Тільки двічі живемо)

## Статьи и повести
- Влада і погода: Фантастичне оповідання // Пригоди, подорожі, фантастика-79. — К.: Молодь, 1979 — с.176-193
- Боягуз: [Оповідання] // Стріла Всесвіту. — К.: Веселка, 1985 — с.25-36
- Рукопис: Майже фантастичне оповідання // Дніпро, 1987, № 6 — с.130-136
- Як спіймати Нессі: Оповідання // Дзвони зеленої Галактики. — К.: Вэсэлка, 1988 — с.121-123 — [Оповідання є останньою частиною оповідання «Три записки»]
- Полювання на КамАЗа: Оповідання // Дзвони зеленої Галактики. — К.: Вэсэлка, 1988 — с.196-198
- Три записки: [Оповідання] // Сучасне фантастичне оповідання. — К.: Молодь, 1990 — с.268-274